# Megapiranha
Megapiranha – rodzaj wymarłej drapieżnej ryby z rodziny piraniowatych (Serrasalmidae) żyjącej w późnym miocenie na terenie Ameryki Południowej.
W kości przedszczękowej zachowały się trzy kompletne zęby i jeden fragmentaryczny. Materiałem przypisanym do Megapiranha paranensis jest także izolowana korona zęba (CICYTTP–PV–P–1–125). W kości przedszczękowej mieściło się prawdopodobnie siedem zębów, a jej długość wynosiła ponad 6,9 cm. Długość całej ryby szacowano początkowo na 95–128 cm – znacznie więcej niż u większości współczesnych piraniowatych, lecz porównywalnie z paku czarnopłetwym, pirapitingą i Piaractus mesopotamicus – a jej masę na około 73 kg. Późniejsze oszacowania mówią o 71 cm długości i około 10 kg masy. Mimo to Megapiranha w porównaniu do masy ciała miała prawdopodobnie największą siłę zgryzu ze wszystkich ryb – mogła zaciskać szczęki z taką siłą, jak ważący 400 kg żarłacz biały. Według analiz przeprowadzonych przez Grubicha i współpracowników (2012) Megapiranha mogła zaciskać szczęki z siłą 1240–4749 N, a jej zęby wbijały się w kość na głębokość niemal 6 mm.
Według przeprowadzonej przez Cionego i in. (2009) analizy filogenetycznej Megapiranha jest taksonem siostrzanym dla kladu (Pygopristis + (Pygocentrus + (Serrasalmus + Pristobrycon))). Kość przedszczękowa Megapiranha paranensis wykazuje cechy zarówno plezjomorficzne, jak i zaawansowanych.
Gatunek typowy rodzaju, Megapiranha paranensis, został opisany w 2009 roku przez Alberta Cionego i współpracowników na podstawie niekompletnej prawej kości przedszczękowej (MLP 96–XI–5–1) odkrytej w datowanych na torton osadów formacji Ituzaingó w pobliżu Parany w Argentynie. Nazwa Megapiranha odnosi się do dużych rozmiarów osiąganych przez przedstawicieli tego rodzaju oraz jego bliskiego pokrewieństwa ze współczesnymi piraniami, zaś epitet gatunkowy paranensis pochodzi od Río Paraná oraz leżącego nad nią miasta Paraná w Argentynie, w pobliżu którego odkryto holotyp.